# Резня в Малой Березовице
Резня в Малой Березовице (пол. Zbrodnia w Berezowicy Małej) — массовое уничтожение польского гражданского населения в населённом пункте Малая Березовица (Генерал-губернаторство), происходившее в ночь с 22 на 23 февраля 1944 года. В ходе акции отрядами УПА был уничтожен 131 поляк.

## Предыстория
До 1939 года село Малая Березовица, ныне находящиеся в Збаражском районе Тернопольской области, было частью Второй Речи Посполитой, а во время нацистской оккупации оно вошло в состав дистрикта Галиция и находилось неподалёку от границы с Рейхскомиссариатом Украина. С началом Волынской резни поляки организовали здесь вооружённую самооборону. 
В феврале 1944 года село оказалось в прифронтовой зоне. Нацисты использовали местное польское население для строительства укрепрайонов. Из-за усталости от этих работ бойцы самообороны не могли нести вахту и отряд распустили. Была надежда, что присутствие немецкой армии в этом районе сдержит УПА.

## Ход бойни

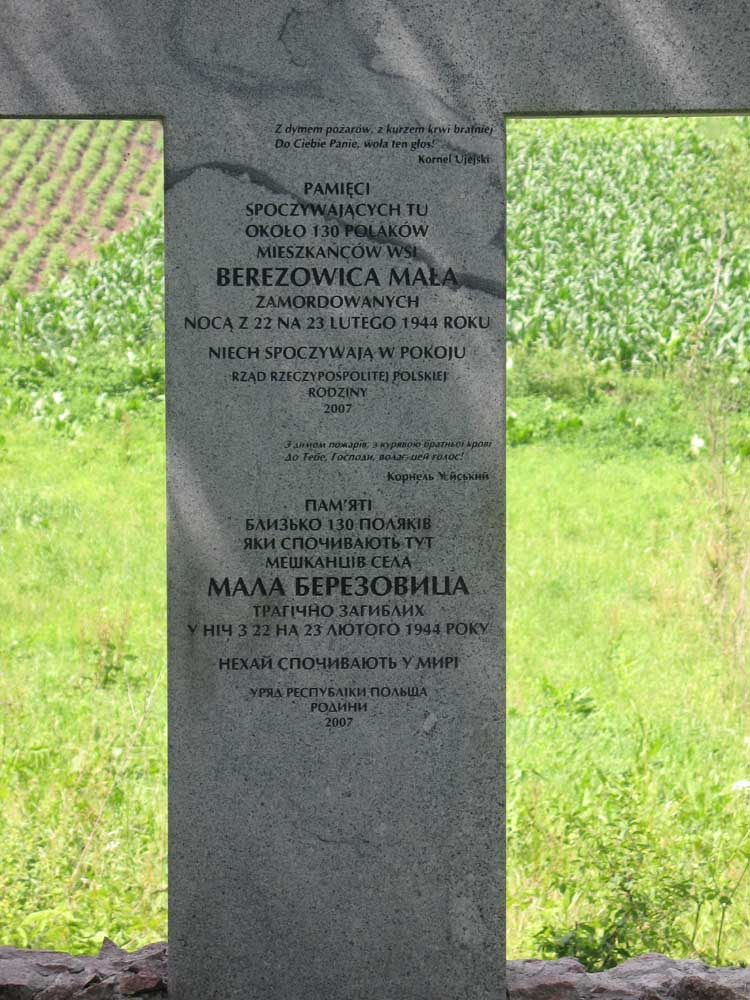
Памятник убитым полякам

Резня началась в ночь с 22 на 23 февраля 1944 года. Её совершило подразделение УПА, ранее устроившее расправу в монастыре кармелитов в Вишневце. Украинские партизаны начали бойню с убийства нескольких поляков в приселке в километре от села. Уповцы убили их холодным оружием, чтобы выстрелы не подняли панику, непосредственно в Малой Березовице но одному из поляков удалось сбежать и предупредить соотечественников о предстоящем нападении УПА, благодаря чему спаслась значительная часть жителей села.
Несмотря на это, погиб 131 человек, в том числе дети и женщины. Уповцы, ворвавшись в село убивали поляков штыками, топорами и огнестрельным оружием. Значительная часть поляков спаслась благодаря соседу-украинцу, который укрыл их в кирпичном коровнике. Он сообщил партизанам, что в его доме уже произведен обыск. Помимо истребления поляков, нападавшие ограбили их имущество, которое погрузили на телеги и сани. Разграбленные дома сжигали, если только они не находились рядом с украинскими фермами. После атаки уповцы уехали на границу с Волынью.
Большинство выживших укрылись в Тернополе. Некоторые из беженцев отправились в соседнюю деревню Игровица и стали жертвами атаки УПА 24 декабря 1944 г.